# World’s End (Berkshire)
World’s End – przysiółek w Anglii, w hrabstwie ceremonialnym Berkshire, w dystrykcie (unitary authority) West Berkshire. Leży 23 km na zachód od centrum miasta Reading i 82 km na zachód od centrum Londynu.